# Orquestra Filarmônica da PUCRS
A Orquestra Filarmônica da PUCRS foi uma orquestra brasileira fundada em 2004 e extinta em 2017, mantida pela Pontifícia Universidade Católica do Rio Grande do Sul. 

## História
A orquestra foi fundada em 2004, no âmbito do antigo Instituto de Cultura Musical da PUCRS, pelo maestro catarinense Frederico Gerling Junior. Sob sua direção a orquestra realizou um grande número de apresentações de  música erudita e popular. Com a morte de Gerling em 2010, assumiu a regência o maestro Marcio Buzatto.
Seu repertório incluía óperas célebres, como: Dido e Aeneas; A Flauta Mágica; Rigoletto; Il Trovatore; A Viúva Alegre; Lucia di Lammermoor; O Barbeiro de Sevilha; Aída; Fausto; La Traviata; A Força do Destino; Nabucco; La Gioconda; Giovanna D'Arco; Carmen; Cavalleria Rusticana; L'Elisir D'Amore; Die Fledermaus; La Bohème; O Guarani, Cavalaria Rusticana e I Pagliacci. Além do repertório sinfônico clássico consta entre suas performances oratórios e ballets. Gravou diversos CDs. 
Dentre as principais atividades destacavam-se:
- Projeto Sobremesa Musical - Com o objetivo de integrar a comunidade universitária, oferecendo uma opção de lazer cultural, a Orquestra Filarmônica da PUCRS, integral ou em seus grupos (quintetos, sextetos, etc.), apresentava-se todas às quartas-feiras, das 13h às 13h30min, no átrio do prédio 9.

- Stand Calouros, Momento Formandos, Open Campus - são alguns dos projetos desenvolvidos pela PUCRS nos quais a Orquestra Filarmônica da PUCRS participava.

### Extinção
Em 2017, numa ampla reestruturação do instituto mantenedor, a orquestra foi extinta. Foram mantidos apenas seis músicos para apresentações de câmara. Para eventos maiores passaram a ser contratados músicos independentes.  Segundo a administração da universidade, o novo formato do instituto, que passou a ser denominado Instituto de Cultura, "busca a diversificação das modalidades culturais presentes na universidade, incluindo dança, pintura, escultura, literatura, teatro, cinema e música de diversos gêneros".